# Grand Piano in Palace
Grand Piano in Palace — международный ежегодный музыкальный конкурс-фестиваль, проводящийся в Санкт-Петербурге с 2017 года.

## История фестиваля
Конкурс был создан по инициативе известного пианиста Александра Яковлева. Впервые был проведён в 2017 году в Царском Селе, во дворце Василия Кочубея.
В рамках фестиваля проводятся мастер-классы с педагогами, выступления педагогов вместе с участниками, лекции, в состав жюри конкурса входят те же педагоги.
В августе 2019 года состоялся IV Международный музыкальный конкурс-фестиваль «Grand Piano in Palace». Среди партнёров конкурса выступили Государственный Русский музей и российская государственная радиостанция классической музыки «Орфей». В конкурсе приняли участие музыканты США, Германии, Испании, Швейцарии, Японии, Китая, Аргентины, Бразилии, Мексики, Италии, России. В жюри конкурса вошли известные музыканты и педагоги — Петр Лаул, Александр Яковлев, Райд Смит, Алехандро Драго, Рауль Травер, Анна Соколова, Маргарита Слепакова, Алексей Хевелев, Алексей Чернов.
V Международный музыкальный конкурс-фестиваль «Grand Piano in Palace» анонсирован на июнь 2020 года.

## Цитаты
- «Фестиваль недаром проходит в городе на Неве. Нам открыли свои площадки Русский музей, Дом композиторов, Капелла, Филармония, многочисленные музеи и дворцы. Заниматься на роялях Дома композиторов, на которых играли великие Шостакович и Щедрин, выступать на той же сцене, что и Прокофьев, Ростропович, Вишневская, в залах, где играли и играют практически все известные исполнители — это ли не счастье для молодого артиста?»[9] — Александр Яковлев, 2019.